# ジュリオ・ビゼーニ
ジュリオ・ビゼーニ（Giulio Bisegni、1992年4月4日 - ）は、プロ14ゼブレに所属するラグビーユニオン選手。

## プロフィール
- イタリア・フラスカーティ出身。
- ポジションはセンター(CTB)。
- 身長 180cm、体重 88kg
- U20イタリア代表に選ばれたことがある[1]。
- イタリア代表キャップは16（2021年1月現在）でラグビーワールドカップ2019のイタリア代表に選ばれた[2]。

## 略歴
S.S.ラツィオ1927を経て、2014年、ゼブレに加入。